# Сидоренко Дарія Антонівна

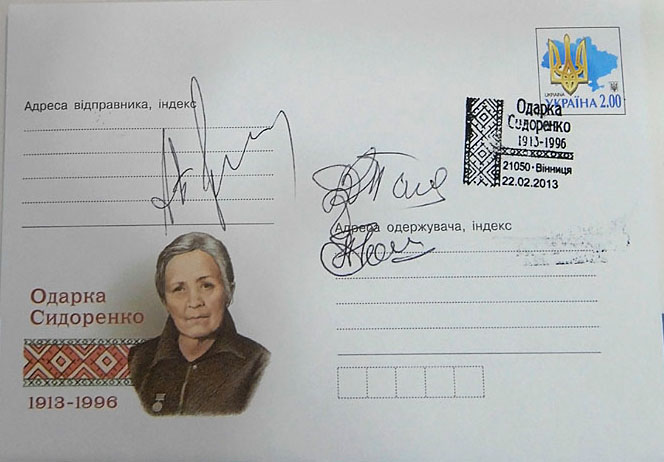
Конверт, присвячений Одарці Сидоренко

Да́рія Анто́нівна Сидоренко (Одарка) (9 (22) лютого 1913, Немирів — 1996) — українська вишивальниця, заслужений майстер народної творчості УРСР — 1960.

## Короткі дані
Спеціальної художньої освіти не отримала. Працювала в артілі «Художекспорт» вишивальницею. Створювала панно, портрети в різних стилях вишивки. Роботи Одарки Сидоренко вручалися делегаціям з різних куточків СРСР і з-за кордону:
- портрет Маяковського — 1951,
- «Портрет Й. Сталіна» — 1952,
- портрет В. І. Леніна — 1953,
- «Живи Україно» — 1954,
- «Портрет Т. Шевченка і К. Брюлова» — 1954,
- «Портрет Пирогова» — 1955,
- «Щорс у Леніна» — 1957,
- «Орден Перемоги» — 1975
- панно «Вічно живий» — 1977,
- «Олімпіада-80»,
- «Роботящим умам…», 1981,
- «Портрет Кобзаря»,
- «Добробут»,
- «Буревісник».

Роботи майстрині неодноразово експонувалися на республіканських і Всесоюзних виставках. За видатну діяльність в області народного прикладного і декоративно-ужиткового мистецтва в 1960 році Одарці Сидоренко присвоєно звання заслуженого майстра народної творчості України.
До 100-річчя з дня народження в Вінницькому обласному краєзнавчому музеї була проведена перша обласна філателістична виставка та виставка робіт Сидоренко О. А. Укрпошта випустила конверт та провела два спецпогашення.
У Вінниці випустили конверти із зображенням Одарки Сидоренко, одноразове погашення відбулося в лютому 2013 року.
Її твори зберігаються у Вінницькому краєзнавчому музеї та Канівському державному музеї-заповіднику «Могила Т. Г. Шевченка».